# Prophalangopsis
Prophalangopsis — рід комах родини Prophalangopsidae, споріднених катидідам.
Є один вид: Prophalangopsis obscura, який є видом крилатих комах, які зустрічаються в Північній Індії та на Тибетському плато. Це один із небагатьох збережених видів родини Prophalangopsidae. Ф. Уокер описав його в 1869 році на одному екземплярі самця з Індії. Ліу та інші зібрали два можливих екземпляри жіночої статі в 2009 році.

## Біоакустичне моделювання
У 2022 році дослідники спробували відтворити звук, який P. obscura видає своїми ногами, використовуючи 3D-сканування , мікроскопію та лазерний доплерівський віброметр. 